# World Universities Debating Championship
Die World Universities Debating Championship (kurz: WUDC, umgangssprachlich: Worlds (Pl.)) ist die alljährlich von Ende Dezember bis Anfang Januar ausgetragene Weltmeisterschaft im Debating und mit inzwischen rund 400 Teams das größte Debattierturnier der Welt. Das Format der WUDC ist der auf internationalen Turnieren übliche British Parliamentary Style, die Turniersprache Englisch. Die Grundidee ist die eines Intervarsity, also eines Wettbewerbs zwischen Universitäten, denen jeweils genau ein Debattierclub zugeordnet ist. Tatsächlich jedoch gibt es einzelne Fälle, in denen ein Club mehrere Institutionen abdeckt, während andererseits manche Universitäten, etwa aufgrund eines internen College-Systems, mehrere Societies haben.

## Austragungsmodus
Ende Dezember werden zunächst neun Vorrunden nach den üblichen Turnier-Regeln des British Parliamentary Style ausgetragen, an denen alle startenden Teams teilnehmen. In der Silvester-Nacht wird der Break in die Finalrunden verkündet, die dann ab dem 2. Januar in drei Sprachkategorien ausgetragen werden:
- Um den Main Break konkurrieren alle Teams. Die nach Tab 32 besten Teams erreichen hier das Achtelfinale.
- Den ESL-Break ins ESL-Viertelfinale erreichen die nach Tab 16 besten Teams mit ESL-Status, die nicht schon über den Main Break weitergekommen sind. ESL steht für English as Second Language und ESL-Status erhält ein Team, dessen Mitglieder bestimmte limitierende Kriterien erfüllen hinsichtlich ihrer Chance, Englisch zu lernen. Nicht-Muttersprachler ohne mehrjährige Aufenthalte im englischsprachigen Ausland erhalten diesen Status.
- Den EFL-Break ins EFL-Halbfinale erreichen die nach Tab acht besten Teams mit EFL-Status, die nicht schon über den Main Break oder den ESL-Break weitergekommen sind. EFL steht für English as Foreign Language und ist die Kategorie für Redner, die noch weniger Umgang mit der englischen Sprache hatten als Redner mit ESL-Status, also Englisch etwa erst als zweite oder dritte Fremdsprache erlernt haben und nie längere Zeit im englischsprachigen Ausland verbracht haben.

## Ausrichter
| Jahr | Ort          | Ausrichter                       |
| ---- | ------------ | -------------------------------- |
| 2017 | Den Haag     | Dutch Worlds Debating Foundation |
| 2016 | Thessaloniki | Universität Makedonien           |
| 2015 | Shah Alam    | Universiti Teknologi MARA        |
| 2014 | Chennai      | Rajalakshmi Engineering College  |
| 2013 | Berlin       | Berlin Debating Union            |
| 2012 | Manila       | Universität De La Salle          |
| 2011 | Gaborone     | University of Botswana           |
| 2010 | Istanbul     | Koç University                   |
| 2009 | Cork         | University College Cork          |
| 2008 | Bangkok      | Assumption-Universität           |
| 2007 | Vancouver    | University of British Columbia   |
| 2006 | Dublin       | University College Dublin        |
| 2005 | Malakka      | Multimedia University            |
| 2004 | Singapur     | Nanyang Technological University |
| 2003 | Stellenbosch | Universität Stellenbosch         |
| 2002 | Toronto      | University of Toronto            |
| 2001 | Glasgow      | Glasgow University Union         |
| 2000 | Sydney       | Universität Sydney               |
| 1999 | Quezon City  | Ateneo de Manila University      |
| 1998 | Athen        | Deree College                    |
| 1997 | Stellenbosch | Universität Stellenbosch         |
| 1996 | Cork         | University College Cork          |
| 1995 | Princeton    | Princeton University             |
| 1994 | Melbourne    | Universität Melbourne            |
| 1993 | Oxford       | Oxford Union Society             |
| 1992 | Dublin       | Trinity College Dublin           |
| 1991 | Toronto      | University of Toronto            |
| 1990 | Glasgow      | University of Glasgow            |
| 1989 | Princeton    | Princeton University             |
| 1988 | Sydney       | Universität Sydney               |
| 1987 | Dublin       | University College Dublin        |
| 1986 | New York     | Fordham University               |
| 1985 | Montreal     | McGill University                |
| 1984 | Edinburgh    | University of Edinburgh          |
| 1983 | Princeton    | Princeton University             |
| 1982 | Toronto      | University of Toronto            |
| 1981 | Glasgow      | Glasgow University Union         |

## Sieger
| Jahr | Weltmeister                   | ESL-Weltmeister                  | EFL-Weltmeister                        |
| ---- | ----------------------------- | -------------------------------- | -------------------------------------- |
| 2018 | Harvard University            | University of Oxford             | Päpstliche Universität Comillas        |
| 2017 | Universität Sydney            | Universität Tel Aviv             | Universität Belgrad                    |
| 2016 | Harvard University            | Universität De La Salle          | Nationale Technische Universität Athen |
| 2015 | Universität Sydney            | Chinesische Universität Hongkong | Adam-Mickiewicz-Universität Posen      |
| 2014 | Harvard University            | Berlin Debating Union            | Institut Teknologi Bandung             |
| 2013 | Monash University             | BRAC University                  | Universität Porto                      |
| 2012 | Monash University             | Universität Tel Aviv             | Ewha Womans University                 |
| 2011 | Monash University             | Universität Haifa                | Universität Tokio                      |
| 2010 | Universität Sydney            | Universität Tel Aviv             | MGIMO Moskau                           |
| 2009 | University of Oxford          | Babeș-Bolyai-Universität Cluj    | Universität Vilnius                    |
| 2008 | University of Oxford          | Freie Universität Amsterdam      | Keiō-Universität                       |
| 2007 | Universität Sydney            | IIU Malaysia                     | Tsinghua-Universität                   |
| 2006 | University of Toronto         | Erasmus-Universität Rotterdam    |                                        |
| 2005 | Universität Ottawa            | Nationale Universität Malaysia   |                                        |
| 2004 | Middle Temple                 | Nationaluniversität Singapur     |                                        |
| 2003 | University of Cambridge       |                                  |                                        |
| 2002 | New York University           |                                  |                                        |
| 2001 | Universität Sydney            |                                  |                                        |
| 2000 | Monash University             |                                  |                                        |
| 1999 | Monash University             |                                  |                                        |
| 1998 | Gray’s Inn                    |                                  |                                        |
| 1997 | University of Glasgow         |                                  |                                        |
| 1996 | Macquarie University          |                                  |                                        |
| 1995 | University of New South Wales |                                  |                                        |
| 1994 | University of Glasgow         |                                  |                                        |
| 1993 | Harvard University            |                                  |                                        |
| 1992 | University of Glasgow         |                                  |                                        |
| 1991 | McGill University             |                                  |                                        |
| 1990 | Yale University               |                                  |                                        |
| 1989 | Universität Sydney            |                                  |                                        |
| 1988 | University of Oxford          |                                  |                                        |
| 1987 | University of Glasgow         |                                  |                                        |
| 1986 | University College Cork       |                                  |                                        |
| 1985 | King’s Inns                   |                                  |                                        |
| 1984 | Universität Sydney            |                                  |                                        |
| 1983 | University of Glasgow         |                                  |                                        |
| 1982 | University of Auckland        |                                  |                                        |
| 1981 | University of Toronto         |                                  |                                        |